# 修禅寺物語 (映画)
『修禅寺物語』（しゅぜんじものがたり）は、1955年に公開された中村登監督の日本映画。松竹三十五周年記念作品。文部省選定。
岡本綺堂の『修禅寺物語』が原作。

## あらすじ
13世紀初頭。鎌倉幕府2代将軍源頼家の治世中、権力は実際には執権の北条時政の手にあった。やがて時政は頼家を伊豆の片田舎、修禅寺に追放する。修禅寺の里には、桂と楓の2人の娘と一緒に、面作りの名人夜叉王が住んでいた。
ある日、頼家は若狭局の墓を訪ね、そこで若狭局と非常によく似た桂に出会い、桂と頼家は恋に落ちた。桂には、頼家が将軍職さえもあきらめ自由を切望しているのか理解できなかった。 頼家は夜叉王に面を作るよう命じた。しかし、夜叉王がいくら面を作り直しても、毎回死の特徴が現れた。
桂が頼家の妻になるためにやってきた夜、頼家は北条から送られた兵に襲われ、殺害された。頼家の母政子に、その死の特徴を持った面が贈られた。

## キャスト
- 源頼家 - 高橋貞二
- 夜叉王 - 六代目 坂東簑助
- 桂 - 淡島千景
- 楓 - 岸恵子
- 若狭局 - 草笛光子

- 春彦 - 山内明
- 北条時政 - 東野英治郎
- 秀信 - 加東大介
- 狩野小次郎 - 須賀不二夫
- 金窪兵衛行親 - 二代目 市川小太夫
- 下田五郎景安 - 高野真二
- 淡路 - 桜むつ子
- 尼御台政子 - 夏川静江
- 比企能員 - 柳永二郎

- 一幡丸 - 中村栄次郎
- 北条義時 - 永田光男
- 堀藤次親家 - 富本民平
- 和田傳助 - 山路義人
- 仁田忠常 - 五代目 市川市十郎
- 和田義盛 - 坂東三津三郎
- 修禅寺の僧 - 左卜全
- 侍女 - 大原みゆき
- 侍女 - 大津絢子
- 侍女 - 原純子
- 侍女 - 田中道子
- 侍女 - 夏木惠梨

## スタッフ
- 監督 - 中村登
- 製作 - 高村潔
- 原作 - 岡本綺堂『修禅寺物語』
- 脚本 - 八住利雄
- 撮影 - 生方敏夫
- 音楽 - 黛敏郎
- 美術 - 伊藤憙朔
- 録音 - 大村三郎
- 照明 - 田村晃雄
- 編集 - 杉原よ志
- 風俗考証 - 江崎孝坪

## 同時上映
- お嬢さんの求婚